# Supercoupe de Tunisie de football 2017-2018
La Supercoupe de Tunisie de football 2017-2018 est la 14e édition de la compétition, un match de football disputé par les vainqueurs du championnat de Tunisie et de la coupe de Tunisie 2017-2018.
Le match se joue finalement le 1er avril 2019 au stade Abdallah-ben-Khalifa au Qatar entre l'Espérance sportive de Tunis, vainqueur du championnat, et le Club athlétique bizertin, cinquième du championnat à la suite du retrait du vainqueur de la coupe nationale, le Club africain.
Il est dirigé par l'arbitre international Youssef Srairi et retransmis en direct sur la Télévision tunisienne 1 et Al-Kass Sports Channel.

## Participants
Le match doit se dérouler entre l'Espérance sportive de Tunis, vainqueur du championnat, et le vainqueur de la coupe, le Club africain. Toutefois, ce dernier refuse de participer à la suite de la désignation par la Fédération tunisienne de football (FTF) de l'arbitre tunisien Youssef Srairi, une décision fortement contestée par la formation clubiste qui finit par boycotter la rencontre. L'Étoile sportive du Sahel, le finaliste de la coupe nationale, est choisi par la FTF pour y participer mais ce dernier refuse à son tour de prendre part au match. Le Club athlétique bizertin, cinquième du championnat et demi-finaliste de la coupe, accepte en revanche de participer.
| Équipe        | Qualification                      | Apparitions (en gras, l'équipe gagnante)     |
| ------------- | ---------------------------------- | -------------------------------------------- |
| ES Tunis      | Vainqueur du championnat 2017-2018 | 7 (1960, 1970, 1979, 1985, 1986, 1993, 2001) |
| Club africain | Vainqueur de la coupe 2017-2018    | 4 (1968, 1970, 1973, 1979)                   |
| CA Bizerte    | Cinquième du championnat 2017-2018 | 2 (1984, 1987)                               |

## Match
| 1er avril 2019 | Espérance sportive de Tunis | 2-1   | Club athlétique bizertin | Stade Abdallah-ben-Khalifa, Doha | |
| 17:00          | Badri 13e · Khenissi 16e    | (2-1) | 34e (pen.) Darragi       | Diffuseur : Télévision tunisienne 1 Al-Kass Sports Channel Arbitrage : Youssef Srairi Arbitres assistants : Anouar Hmila Aymen Ismail Quatrième arbitre : Salim Belkhouas | Diffuseur : Télévision tunisienne 1 Al-Kass Sports Channel Arbitrage : Youssef Srairi Arbitres assistants : Anouar Hmila Aymen Ismail Quatrième arbitre : Salim Belkhouas |
| 17:00          | Rapport                     |       |                          | Diffuseur : Télévision tunisienne 1 Al-Kass Sports Channel Arbitrage : Youssef Srairi Arbitres assistants : Anouar Hmila Aymen Ismail Quatrième arbitre : Salim Belkhouas | Diffuseur : Télévision tunisienne 1 Al-Kass Sports Channel Arbitrage : Youssef Srairi Arbitres assistants : Anouar Hmila Aymen Ismail Quatrième arbitre : Salim Belkhouas |

|  |  |

| Titulaires :    |    |                         |     |     |
| GK              | 1  | Moez Ben Cherifia       |     |     |
| DF              | 3  | Aymen Mahmoud           |     |     |
| DF              | 5  | Chamseddine Dhaouadi () |     |     |
| MF              | 8  | Anice Badri             |     | 63e |
| FW              | 11 | Taha Yassine Khenissi   |     | 87e |
| MF              | 15 | Fousseny Coulibaly      |     | 62e |
| MF              | 18 | Saad Bguir              |     |     |
| MF              | 20 | Ayman Ben Mohamed       |     |     |
| DF              | 24 | Iheb Mbarki             | 79e |     |
| FW              | 10 | Youcef Belaïli          | 52e |     |
| MF              | 25 | Ghailene Chaalali       |     |     |
| Remplaçants :   |    |                         |     |     |
| GK              | 19 | Rami Jridi              |     |     |
| DF              | 2  | Ali Machani             |     |     |
| FW              | 14 | Haythem Jouini          |     | 87e |
| MF              | 17 | Hamdou Elhouni          |     | 63e |
| MF              | 28 | Mohamed Amine Meskini   |     |     |
| FW              | 29 | Junior Lokosa           |     |     |
| MF              | 30 | Franck Kom              |     | 62e |
| Sélecionneur :  |    |                         |     |     |
| Mouine Chaabani |    |                         |     |     |

| Titulaires :       |    |                     |          |     |
| GK                 | 32 | Khemais Thamri ()   |          |     |
| DF                 | 4  | Seddik Mejri        |          |     |
| DF                 | 6  | Aliou Cissé         | 79e      |     |
| DF                 | 7  | Mohamed Habib Yeken |          |     |
| FW                 | 9  | Ibrahim Ouattara    |          |     |
| FW                 | 11 | Wajdi Jabbari       |          |     |
| DF                 | 15 | Wissem Bousnina     | 46e, 50e |     |
| MF                 | 19 | Fedi Ben Choug      |          |     |
| FW                 | 21 | Houssem Habbassi    |          | 74e |
| MF                 | 22 | Fahmi Maaouani      |          |     |
| MF                 | 28 | Abdelhalim Darragi  |          |     |
| Remplaçants :      |    |                     |          |     |
| GK                 | 33 | Naim Mahtlouthi     |          |     |
| MF                 | 8  | Radhouane Khalfaoui |          |     |
| MF                 | 10 | Chamseddine Samti   |          |     |
| MF                 | 17 | Youssoupha Mbengue  |          |     |
| MF                 | 23 | Oussama Amdouni     |          | 74e |
| FW                 | 27 | Othmane Saidi       |          |     |
| DF                 | 30 | Elyes Dridi         |          |     |
| Sélectionneur :    |    |                     |          |     |
| Montasser Louhichi |    |                     |          |     |